# Bulbul gorja-roig
El bulbul gorja-roig (Rubigula dispar; syn: Pycnonotus dispar) és una espècie d'ocell de la família dels picnonòtids (Pycnonotidae). És endèmic de les illes de Java, Sumatra i Bali, a Indonèsia. Els seus hàbitats principals són els boscos tropicals i subtropicals de frondoses secs, els boscos tropicals i subtropicals de frondoses humits de les terres baixes i de l'estatge montà, les plantacions, els jardins rurals i les àrees forestals fortament degradades. El seu estat de conservació es considera vulnerable.